# Kirchberg (Jülich)
Kirchberg is een plaats in de Duitse gemeente Jülich, deelstaat Noordrijn-Westfalen, en telt 1658 inwoners (2011).